# Lysionotus involucratus
Lysionotus involucratus là một loài thực vật có hoa trong họ Tai voi. Loài này được Franch. mô tả khoa học đầu tiên năm 1899.